# Dżawad Nekunam
Dżawad Nekunam (perski جواد نکونام, ur. 7 września 1980 w Rej) – piłkarz irański grający na pozycji defensywnego pomocnika.

## Kariera klubowa
Nekunam jest wychowankiem klubu PAS Teheran. W barwach tego klubu zadebiutował w 1998 roku w irańskiej ekstraklasie. Już od pierwszego sezonu był zawodnikiem wyjściowej jedenastki. Największe sukcesy osiągnął w latach 2003-2004, gdy najpierw został wicemistrzem kraju, a następnie wywalczył mistrzostwo Iranu. Przez 7 sezonów gry w Pas prezentował wysoką skuteczność jak na defensywnego pomocnika i zdobył łącznie 42 gole w lidze dla tego klubu.
Latem 2005 roku Nekunam za milion dolarów przeszedł do Al-Wahda ze Zjednoczonych Emiratów Arabskich, który dopiero co wywalczył mistrzostwo kraju. W Al-Wahdzie spędził 5 miesięcy i w styczniu 2006 trafił do innego klubu z ZEA, Nadi asz-Szarika, pomimo tego, że otrzymał oferty z 1. FC Kaiserslautern i Tottenhamu Hotspur. W Sharjah spędził kolejne 5 miesięcy i latem otrzymał oferty z innych europejskich zespołów, jak choćby Olympique Lyon czy Hertha BSC.
Nowym klubem Nekunama w letnim oknie transferowym 2006 została hiszpańska CA Osasuna, z którą podpisał 2-letni kontrakt. Stał się tym samym pierwszym piłkarzem z Iranu w hiszpańskiej lidze. W Primera División zadebiutował 9 września w przegranym 0:3 wyjazdowym meczu z FC Barcelona. W Osasunie szybko wywalczył miejsce w podstawowej jedenastce i stał się jej czołowym graczem. Pierwszego gola w lidze zdobył w grudniu, a Osasuna pokonała na wyjeździe Villarreal CF 4:1. Z Osasuną zajął 14. miejsce i wystąpił w rozgrywkach Pucharu UEFA (półfinał), w których zdobył decydującego gola w 119 minucie meczu z Girondins Bordeaux.
W 2012 odszedł z Osasuny do Esteghlalu Teheran. Na początku 2014 grał w kuwejckim Al Kuwait Kaifan. Latem 2014 roku wrócił do Osasuny. W sezonie 2015/2016 najpierw grał w klubie Saipa Karadż, a następnie Al-Arabi SC, w którym zakończył karierę.
| Sezon   | Klub              | Kraj                         | Rozgrywki              | Mecze | Bramki |
| ------- | ----------------- | ---------------------------- | ---------------------- | ----- | ------ |
| 1998/99 | PAS Teheran       | Iran                         | Iran Pro League        | 23    | 2      |
| 1999/00 | PAS Teheran       | Iran                         | Iran Pro League        | 24    | 5      |
| 2000/01 | PAS Teheran       | Iran                         | Iran Pro League        | 21    | 5      |
| 2001/02 | PAS Teheran       | Iran                         | Iran Pro League        | ?     | 4      |
| 2002/03 | PAS Teheran       | Iran                         | Iran Pro League        | ?     | 7      |
| 2003/04 | PAS Teheran       | Iran                         | Iran Pro League        | ?     | 10     |
| 2004/05 | PAS Teheran       | Iran                         | Iran Pro League        | ?     | 9      |
| 2005/06 | Al-Wahda          | Zjednoczone Emiraty Arabskie | UAE Football League    | 11    | 3      |
| 2005/06 | Nadi asz-Szarika  | Zjednoczone Emiraty Arabskie | UAE Football League    | ?     | 5      |
| 2006/07 | CA Osasuna        | Hiszpania                    | Primera División       | 24    | 2      |
| 2007/08 | CA Osasuna        | Hiszpania                    | Primera División       | 3     | 0      |
| 2008/09 | CA Osasuna        | Hiszpania                    | Primera División       | 35    | 9      |
| 2009/10 | CA Osasuna        | Hiszpania                    | Primera División       | 31    | 3      |
| 2010/11 | CA Osasuna        | Hiszpania                    | Primera División       | 26    | 6      |
| 2011/12 | CA Osasuna        | Hiszpania                    | Primera División       | 31    | 5      |
| 2012/13 | Esteghlal Teheran | Iran                         | Iran Pro League        | 27    | 5      |
| 2013/14 | Esteghlal Teheran | Iran                         | Iran Pro League        | 17    | 3      |
| 2013/14 | Al Kuwait Kaifan  | Kuwejt                       | Kuwaiti Premier League | 11    | 1      |
| 2014/15 | CA Osasuna        | Hiszpania                    | Segunda División       | 22    | 5      |
| 2015/16 | Saipa Karadż      | Iran                         | Iran Pro League        | 15    | 3      |
| 2015/16 | Al-Arabi SC       | Katar                        | Q-League               | 11    | 1      |

## Kariera reprezentacyjna
W reprezentacji Iranu zadebiutował 13 stycznia 2000 roku w przegranym 1:2 meczu z Ekwadorem. Szybko stał się podstawowym zawodnikiem kadry i występował w eliminacjach do MŚ 2002, MŚ 2006 i MŚ 2010. Na ten drugi turniej został powołany przez selekcjonera Branko Ivankovicia i zagrał na nim we dwóch meczach grupowych: przegranych 1:3 z Meksykiem i 0:2 z Portugalią, w obu dostając po żółtej kartce. W 2009 roku rozegrał swój setny mecz w barwach reprezentacji.